# Czarne Stopy (Siksika)

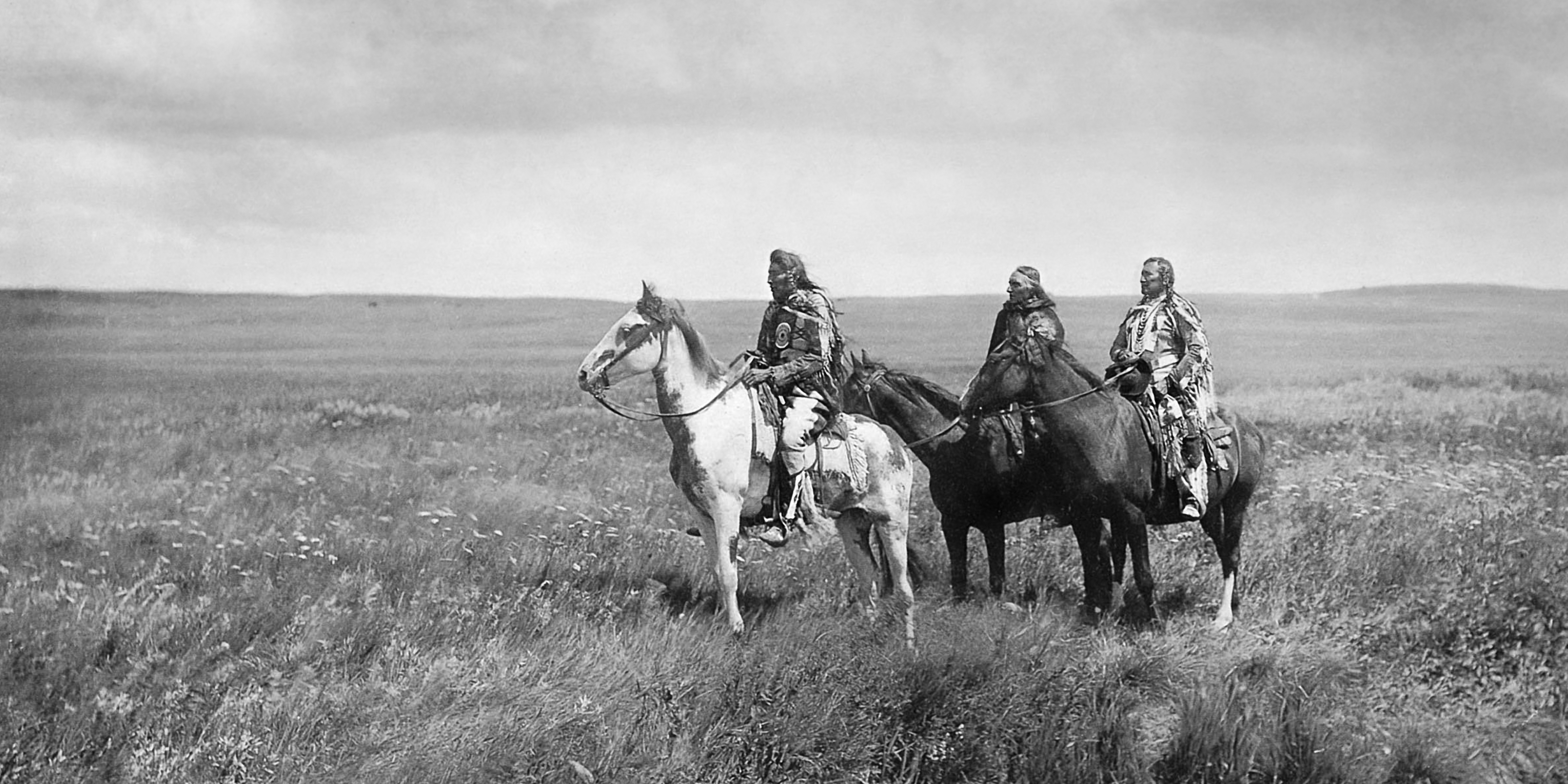
Trzech wodzów Czarnych Stóp w 1900 roku. Zdjęcie wykonane przez E. Curtisa

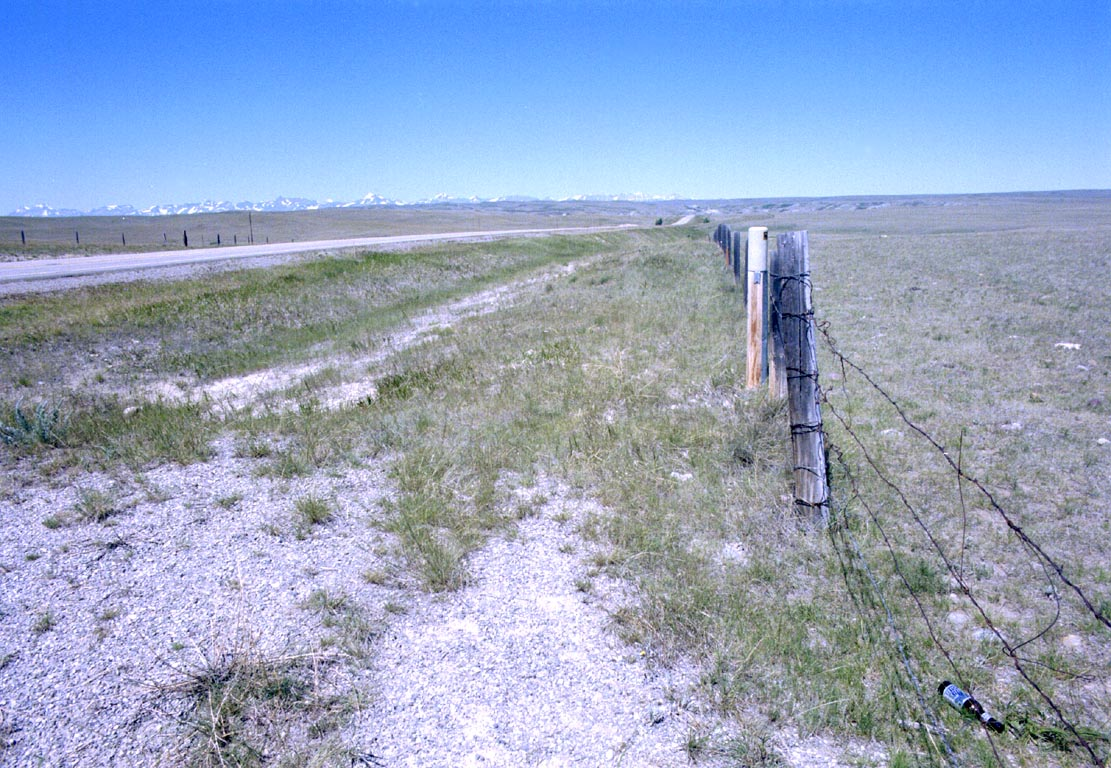
Reservat Indian Blackfeet w Stanie Montana, latem 1997. Widok z pobocza szosy U.S. 2 w kierunku północno-zachodnim przed miasteczkiem Browning (Góry Skaliste ze śniegiem po lewej na zachodzie). Typowa ogrodzona sucha wysoka preria.

Czarne Stopy (Siksika, Blackfoot) – federacja trzech blisko spokrewnionych plemion Indian Ameryki Północnej zamieszkujących prowincję Alberta w Kanadzie i stan Montana w Stanach Zjednoczonych. W skład grupy wchodziły plemiona: Pikuni (Piegan), Kainah i Siksika, które w XIX w. obejmowały swoją opieką także sąsiednie mniejsze plemiona Atsina & Hidatsa Gros Ventre i Sarsi. Do dziś wielu z nich zamieszkuje rezerwaty po obu stronach granicy amerykańsko-kanadyjskiej i posługuje się językiem siksika z grupy języków algonkiańskich.
Istniała też grupa Dakotów o nazwie Czarne Stopy (Siuksowie Czarne Stopy – ang. Blackfoot Sioux).

## Nazwa
Tubylcza nazwa plemienia Siksika wzięła się ze zwyczaju barwienia mokasynów (a może także stóp) popiołem drzewnym i oznacza zarówno całe plemię, jak i jedną z trzech jego grup.

## Historia
Byli jednym z pierwszych plemion zmuszonych do opuszczenia lasów i wyruszenia na prerie. Na początku XVIII wieku Czarne Stopy zamieszkiwali dolinę Saskatchewan, położoną ok. 600 km na wschód od Gór Skalistych. Żyli z myślistwa, polując na bizony. Latem mieszkali w dużych obozowiskach, urządzając wspólne łowy i uczestnicząc w obrzędach religijnych (Taniec Słońca). Zimą dzielili się na mniejsze grupy łowieckie. Przynależność do takiej grupy była dość płynna. Życie religijne skupiało się wokół „leków” (talizmanów) i obrzędów z nimi związanych. Woreczek z lekami był obiektem pożądania, bowiem od zawartych w nim „leków” zależało m.in. powodzenie w wojnie.
W pierwszej połowie XVIII wieku weszli w posiadanie koni i broni palnej; wtedy też dotarli do podnóża Gór Skalistych i Montany. Szczyt potęgi osiągnęli w pierwszej połowie XIX wieku. Byli aktywną regionalną potęgą militarną, spychającą słabsze plemiona na tereny mniej atrakcyjne. Zamieszkiwali ogromny obszar od rzeki Saskatchewan w Kanadzie na północy po dopływy rzeki Missouri w Montanie i od południka 105 po pogórze Gór Skalistych. Mieszkali w namiotach ze skór bizonich zwanych tipi. Do 1806 roku skutecznie bronili swych terenów przed białymi traperami (jakkolwiek nigdy nie walczyli z nimi bezpośrednio, tocząc walki głównie z sąsiednimi plemionami). Kiedy w drugiej połowie XIX w. biali wybili wielkie stada bizonów, wielu Indian Pikuni głodowało i wędrowne dotąd plemię zostało zmuszone do osiedlenia się w rezerwatach.
Od końca XIX w. Czarne Stopy uprawiają rolę i hodują bydło. Ich rezerwaty znajdują się w stanach Alberta w Kanadzie (ok. 12 000 osób) i w Montanie (ok. 7500 osób, głównie z plemienia Pikuni). Spora liczba członków plemienia mieszka też w miastach USA i Kanady, skąd od święta powraca do rezerwatów na spotkania z rodziną i przyjaciółmi oraz plemienne ceremonie i festiwale pow-wow.

## Liczebność
Według danych U.S. Census Bureau, podczas spisu powszechnego w 2000 roku 27 104 obywateli USA zadeklarowało, że jest pochodzenia wyłącznie Blackfoot, zaś 85 750 – wyłącznie lub między innymi Blackfoot. Kilkadziesiąt tysięcy Czarnych Stóp mieszka też w Kanadzie.
Jednym z największych rezerwatów Indian w Stanach Zjednoczonych jest Blackfeet Indian Reservation of Montana, położony w północno-zachodniej części stanu Montana. Rezerwat leży na zachód parku narodowego Gracier National Park oraz na południe od granicy z Kanadą. Powierzchnia rezerwatu obejmuje ponad 60 tys. km² terenu. Największym miastem i centrum życia na terenie rezerwatu jest miasto Browning.